# Oldenbergiella
Oldenbergiella is een geslacht van insecten uit de familie van de afvalvliegen (Heleomyzidae), die tot de orde tweevleugeligen (Diptera) behoort.

## Soorten
- O. blascoi Carles-Tolra, 1995
- O. brumalis Czerny, 1924
- O. calcacifera Papp, 1980
- O. callosa Czerny, 1924
- O. canalicata Carles-Tolra, 1998
- O. pappi Carles-Tolra, 1992
- O. seticerca Papp, 1980